# Fritz Kreisler
Friedrich 'Fritz' Kreisler, avstrijski skladatelj in violinski virtuoz, * 2. februar 1875, Dunaj, Avstrija, † 29. januar 1962, New York, ZDA.
1. 1 2  data.bnf.fr: platforma za odprte podatke — 2011.
2. ↑  Encyclopædia Britannica
3. 1 2 3  Крейслер Фриц // Большая советская энциклопедия: [в 30 т.] — 3-е изд. — Moskva: Советская энциклопедия, 1969.
4. ↑  http://www.worldatlas.com/webimage/countrys/europe/austriaviennaphotos.htm
5. ↑  Archivio Storico Ricordi — 1808.